# Спомен-чесма краља Петра II Карађорђевића
Спомен чесма краља Петра II Карађорђевића је подигнута 1940. године у част доласка краља Петра II Карађорђевића. Налази се у близини цркве Рођења Пресвете Богородице, испред новог Парохијског дома.

## Историја
На чесми су са обе наспрамне стране биле аплициране трапезасте спомен плоче од црног мермера које су после завршетка Другог светског рата насилно скинуте и разбијене. На спомен плочама је, у горњем делу у медаљону, у рељефу био изведен портрет краља, а испод урезан текст. На једној плочи су стихови Војислава Илића Млађег „Многи хита стазом; Уз побожну песму, да из светог храма, к небесима броди. То је топла химна, и захвалност богу, на врњачкој славној, спаситељској води”. На другој страни је написан текст „За успомену на прву посету 21. IX 1939. Краља Петра II Врњачкој Бањи ову спомен чесму подиже Соколско друштво Врњачке Бање, Православна црква... председник Управе Бање, Друштво пријатеља Врњачке Бање, 21. IX 1940”. Чесма је оштећена 1948. године, а обновила ју је црквена општина 2005.